# کولیما ۱
کولیما ۱ (کره‌ای: 천리마 ۱호) (به کره‌ای: 천리마 ۱호، رجوع کنید به کولیما، اسب اساطیری کره‌ای و جنبش کولیما، جنبش استاخانوی کره شمالی) یک پرتابگر کره شمالی است. کولیما ۱ توسط کره شمالی برای پرتاب ماهواره به مدار استفاده می‌شود. این موشک دارای ۳ مرحله است و مرحله اول بر اساس Hwasong-17 ICBM است. این موشک از سکوی پرتاب ساحلی در ایستگاه پرتاب ماهواره سوها به فضا پرتاب شد. این موشک برای رقابت با موشک نوری کره جنوبی ساخته شده‌است.

## تاریخچه
در ۳۰ مه ۲۰۲۳، کولیما ۱ نخستین تلاش پرتاب مداری خود را از ایستگاه پرتاب ماهواره Sohae انجام داد که حامل ماهواره شناسایی نظامی مالی‌گیونگ-۱ (به معنی تلسکوپ-۱) بود. با این حال، زمانی که مرحله دوم خیلی زود در مأموریت شعله‌ور شد، پرتاب به مدار ناکام ماند. خودروی پرتاب به دریای زرد سقوط کرد.